# Dezoksiribonukleaza X
Dezoksiribonukleaza X (EC 3.1.22.5, Escherichia coli endodezoksiribonukleaza, Escherichia coli endodezoksiribonukleaza X) je enzim sa sistematskim imenom '. Ovaj enzim katalizuje sledeću hemijsku reakciju
Endonukleolitičko razlaganje supernamotane DNK iz plazme do linearnih DNK dupleksa
Ovi enzim preferentno deluju na supernamotane DNK molekule.

## Literatura
- Nicholas C. Price; Lewis Stevens (1999). Fundamentals of Enzymology: The Cell and Molecular Biology of Catalytic Proteins (Third изд.). USA: Oxford University Press. ISBN 019850229X.
- Eric J. Toone (2006). Advances in Enzymology and Related Areas of Molecular Biology, Protein Evolution (Volume 75 изд.). Wiley-Interscience. ISBN 0471205036.
- Branden C; Tooze J. Introduction to Protein Structure. New York, NY: Garland Publishing. ISBN 0-8153-2305-0.
- Irwin H. Segel. Enzyme Kinetics: Behavior and Analysis of Rapid Equilibrium and Steady-State Enzyme Systems (Book 44 изд.). Wiley Classics Library. ISBN 0471303097.

## Spoljašnje veze
- Deoxyribonuclease+X на 